# 腓比斯城
東維吉尼亞的維吉尼亞半島有一絕種(被合併)的鎮—腓比斯城,後是伊麗莎白市縣的一部分。1952年他們兩都被合併去漢普頓錨,一個獨立城市。
1607年,約翰・史密斯上尉在腓比斯登陸,在詹姆斯河附近,以Strawberry Banks而著名。1609年腓比斯正式成為腓比斯城,1634年被合併伊麗莎白河郡, 1643年被合併為伊麗莎白市縣。
1900年後腓比斯城重新出現,。但1952年伊麗莎白市縣和腓比斯城都同意被合併入漢普頓錨。